# Жовтюк Микола Володимирович
Микола Володимирович Жовтюк (нар. 21 травня 1992, Звягель, Житомирська область, Україна) — український футболіст, захисник.

## Життєпис
Вихованець академії львівських «Карпат», куди потрапив у юнацькому віці. Де брав активну участь у дитячих змаганнях, на багатьох турнірах ставав переможцем. Поступово чіпкий і непоступливий захисник переходив з юнацьких в молодіжні команди. Також на початку кар'єри, а саме в 17-річному віці провів один сезон у другій лізі України виступаючи за «Карпати-2», в тому ж сезоні Микола разом із командою брали участь в першому та єдиному розіграші кубка української ліги.
У сезоні 2012/13 був заявлений «Карпатами» на матчі Прем'єр-ліги. Дебютував 26 серпня 2012 року в поєдинку з донецьким «Шахтарем» на «Донбас-Арені», а 30 березня 2013 року відзначився дебютним голом у матчі проти того ж «Шахтаря», правда вже на домашньому стадіоні «Україна». У клубі виступав під 39 номером. У цей період футболіст викликався і до лав молодіжної збірної України.
2013 року на запрошення екс-гравця «Карпат» і легенди чернівецької «Буковини» Юрія Гія перейшов у чернівецьку «Буковину», де став одним з лідерів, а також виступав і як капітан команди. За буковинський клуб зіграв 27 матчів.
20 липня 2015 року став гравцем футбольного клубу «Верес», а також капітаном команди. Проте вже в грудні цього ж року він вирішив залишити «Верес» за власним бажанням. У міжсезонні знову приєднався до складу чернівецької «Буковини». На початку березня 2017 року Миколу обрали віце-капітаном команди.
У липні 2017 року припинив співпрацю з чернівецькою командою, у серпні того ж року став гравцем ФК «Тернополя». Але незабаром тернопільська команда припинила виступи в першості України, а Микола перейшов до складу ФК «Полісся»де все ж таки за проявлені лідерські якості його обрали капітаном команди. (Житомир). У липні 2018 року підписав контракт з клубом «Кристал» (Херсон). Дебютував за «Кристал» 18 липня в матчі кубка України проти «Енергії» із Нової Каховки, а 5 серпня вперше в своїй професійній кар'єрі оформив дубль (в ворота ФК «Нікополь»).

### Особисте життя
Має двох доньок та сина.

## Досягнення
- Срібний призер Другої ліги України (2): 2015/16 (1-а ч. с.), 2019/20

## Статистика

### Клубна
Станом на 7 січня 2023 року
| Клуб                | Ліга         | Сезон   | Чемпіонат | Чемпіонат | Кубок | Кубок | Кубок ліги | Кубок ліги | Дубль | Дубль |
| Клуб                | Ліга         | Сезон   | Ігри      | Голи      | Ігри  | Голи  | Ігри       | Голи       | Ігри  | Голи  |
| ------------------- | ------------ | ------- | --------- | --------- | ----- | ----- | ---------- | ---------- | ----- | ----- |
| Карпати-2 (Львів)   | Друга ліга   | 2009/10 | 7         | 0         |       |       | 3          | 0          |       |       |
| Карпати (Львів)     | Прем'єр-ліга | 2011/12 |           |           |       |       |            |            | 9     | 0     |
| Карпати (Львів)     | Прем'єр-ліга | 2012/13 | 7         | 1         | 1     | 0     |            |            | 16    | 0     |
| Карпати (Львів)     | Прем'єр-ліга | 2013/14 |           |           |       |       |            |            | 14    | 1     |
| Буковина (Чернівці) | Перша ліга   | 2013/14 | 10        | 0         |       |       |            |            |       |       |
| Буковина (Чернівці) | Перша ліга   | 2014/15 | 17        | 1         | 1     | 0     |            |            |       |       |
| Верес (Рівне)       | Друга ліга   | 2015/16 | 14        | 1         | 1     | 0     |            |            |       |       |
| Буковина (Чернівці) | Друга ліга   | 2015/16 | 8         | 1         |       |       |            |            |       |       |
| Буковина (Чернівці) | Перша ліга   | 2016/17 | 8         | 1         |       |       |            |            |       |       |
| Тернопіль           | Друга ліга   | 2017/18 | 2         | 0         |       |       |            |            |       |       |
| Полісся (Житомир)   | Друга ліга   | 2017/18 | 17        | 2         |       |       |            |            |       |       |
| Кристал (Херсон)    | Друга ліга   | 2018/19 | 25        | 3         | 3     | 1     |            |            |       |       |
| Кристал (Херсон)    | Друга ліга   | 2019/20 | 18        | 4         |       |       |            |            |       |       |
| Кристал (Херсон)    | Перша ліга   | 2020/21 | 11        | 0         | 1     | 0     |            |            |       |       |
| Кристал (Херсон)    | Друга ліга   | 2021/22 | 12        | 0         | 1     | 0     |            |            |       |       |

### Збірна
| Україна (U-17) | 2009   | 6 | - |
| Україна (U-18) | 2009   | 0 | - |
| Україна (U-21) | 2012   | 1 | - |
| Всього         | Всього | 7 | - |